# Oleg Gorobij
Oleg Vladimirovitj Gorobij (ryska: Олег Владимирович Горобий), född den 7 februari 1971 i Voronezj i Ryska  SFSR i Sovjetunionen (nu Ryssland), är en rysk före detta kanotist.
Han tog OS-brons i K-4 1000 meter i samband med de olympiska kanottävlingarna 1996 i Atlanta.